# En del och andra
En del och andra är ett album av Peps Persson, släppt 1984 av skivbolaget Sonet Grammofon AB. Albumet är inspelad i Starec Studio i Växjö utan spår 8, som är inspelad hemma hos Peps Persson.

## Låtlista
1. "Ge mej din hand" – 5:05
2. "Våld" – 4:26
3. "Varför är Sverige så kallt" – 3:30
4. "Rocking Chair" (Hoagy Carmichael) – 5:08
5. "Dig It" – 4:34
6. "En del och andra" – 5:17
7. "Enighet" ("Unity" – Bunny Wailer) – 4:05
8. "Håll ut" – 5:30

- Text och musik av Peps Persson (utom spår 4 och 7)

## Medverkande
Musiker
- Peps Persson – sång, gitarr, basgitarr, munspel, orgel, piano, synthesizer, percussion
- Bosse Skoglund – trummor, piano, percussion
- Rolf Alm – basgitarr (spår 1)
- Håkan Broström – altsaxofon
- Lester Jackman – orgel (spår 6)
- Sam Charters – piano
- Tomas Franck – tenorsaxofon
- Ove Larsson – trombon
- Anders Bergcrantz – trumpet

Produktion
- Sam Charters – musikproducent
- Lave Lindholm – ljudtekniker, ljudmix
- Peps Persson – ljudmix
- Peter Dahl – mastering
- Björn Raita – omslagsdesign
- Bengt H. Malmqvist – foto
- Kurt Hansson – foto